# NGC 5661
NGC 5661 est une galaxie spirale barrée située dans la constellation de la Vierge. Sa vitesse par rapport au fond diffus cosmologique est de 2 584 ± 16 km/s, ce qui correspond à une distance de Hubble de 38,1 ± 2,7 Mpc (∼124 millions d'al). NGC 5661 a été découverte par l'astronome germano-britannique William Herschel en 1793.
La classe de luminosité de NGC 5661 est II et elle présente une large raie HI.
À ce jour, quatre mesures non basées sur le décalage vers le rouge (redshift) donnent une distance de 48,550 ± 4,209 Mpc (∼158 millions d'al), ce qui est à l'extérieur des valeurs de la distance de Hubble. Notons cependant que c'est avec la valeur moyenne des mesures indépendantes, lorsqu'elles existent, que la base de données NASA/IPAC calcule le diamètre d'une galaxie et qu'en conséquence le diamètre de NGC 5661 pourrait être d'environ 17,7 kpc (∼57 700 al) si on utilisait la distance de Hubble pour le calculer.
Selon la base de données Simbad, la région brillante au sud-ouest de NGC 5661 est LEDA 51924 (LEDA est une notation équivalent à PGC pour Simbad). Cependant, aucune information quant à la distance de cette galaxie n'y est disponible. La base de données NASA/IPAC retourne la galaxie NGC 5661 lorsqu'on entre la requête PGC 51924 et on peut donc en déduire que celle-ci considère cette région brillante comme une partie de NGC 5661, d'autant que la désignation PGC 51924 apparaît dans la liste des autres désignations de cette galaxie.